# József Szlávy
József Szlávy von Érkenéz und Okány  (* 23. November 1818 in Győr; † 8. August 1900 in Zsitvaújfalu, Königreich Ungarn, heute Slowakei) war ein ungarischer Politiker, 1872 bis 1874 Ministerpräsident Ungarns und 1880 bis 1882 gemeinsamer Reichsfinanzminister Österreich-Ungarns.

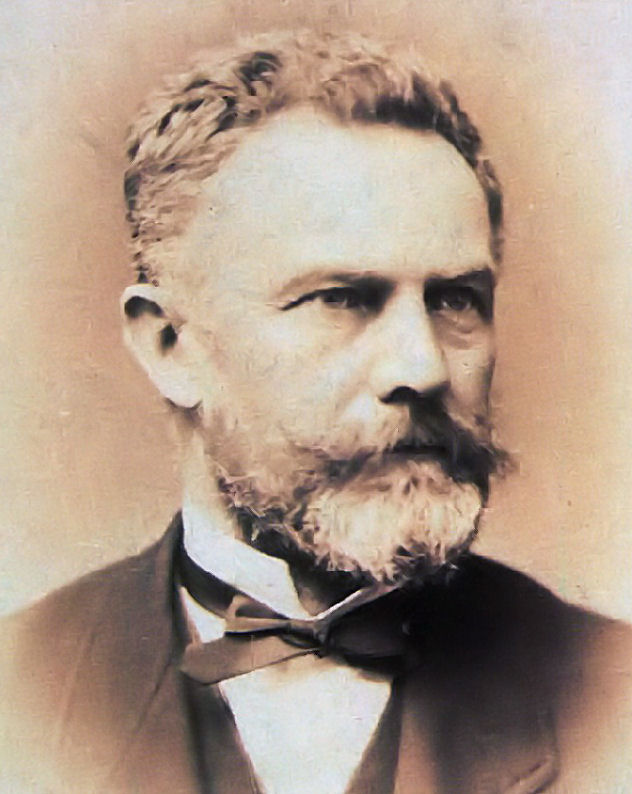
József Szlávy

## Leben
József Szlávy studierte an der Bergakademie Schemnitz, erhielt 1844 sein Ingenieursdiplom und trat in den Staatsdienst ein. Auf politischem Gebiet wurde er ein Anhänger der liberalen Partei von Ferenc Deák. Er wird dem konservativen Teil der Partei zugerechnet.
Während der Revolution von 1848/49 war er als Regierungskommissar zuständig für den Bergbau  des Landes. Er wurde nach der Niederlage Ungarns 1849 inhaftiert und zu fünf Jahren Festungshaft verurteilt. Nach zwei Jahren entlassen lebte er zurückgezogen, bis er 1861 Mitglied des wieder einberufenen Landtags wurde. 1865 wurde er Obergespan des Komitats Bihar.
Nach dem Ausgleich mit Österreich 1867 amtierte Szlávy als Staatssekretär im Innenministerium und 1870 als Handelsminister in der Regierung Gyula Andrássy. 
Am 2. Dezember 1872 wurde er von König Ferenc József zum Ministerpräsidenten ernannt. Das Amt übte er lediglich bis 1. März 1874 aus. Anschließend fungierte er als Finanz- und danach als Verteidigungsminister, zuständig für die Honvéd-Landwehr. Als Finanzminister führte er die Sparpolitik seines Vorgängers Menyhért Lónyay fort.
Von 1879 bis 1880 war er Präsident des Abgeordnetenhauses, 1880 bis 1882 gemeinsamer k.u.k. Finanzminister und 1894 bis 1896, als er aus gesundheitlichen Gründen zurücktrat, führte er den Vorsitz im Magnatenhaus. Außerdem war er Mitglied der ungarischen Akademie der Wissenschaften.